# Jodie Kenny

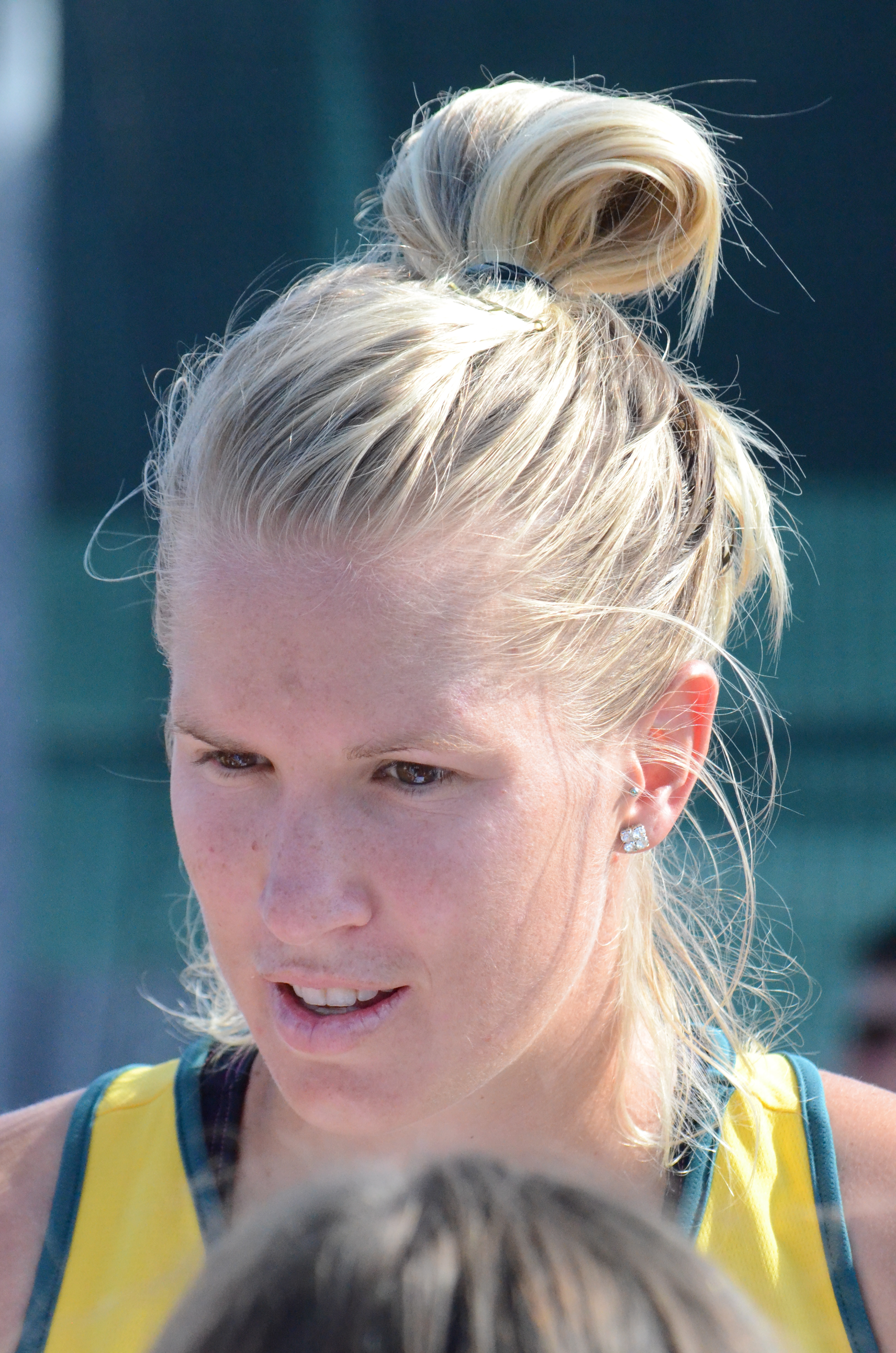
Jodie Schulz 2013

Jodie Lauren Kenny, bis 2013 Jodie Lauren Schulz, (* 18. August 1987 in Redcliffe) ist eine australische Hockeyspielerin, die 2014 mit der Australischen Hockeynationalmannschaft bei den Commonwealth Games die Goldmedaille und bei der Weltmeisterschaft die Silbermedaille gewann.

## Sportliche Karriere
Jodie Kenny trat bis zum 7. März 2020 in 235 Länderspielen als Defensivspielerin für Australien an und erzielte 111 Tore.
Bei den Olympischen Spielen 2012 in London belegten die Australierinnen in der Vorrunde wegen des schlechteren Torverhältnisses den dritten Platz hinter den punktgleichen Mannschaften aus Argentinien und Neuseeland. In den Platzierungsspielen erreichten die Australierinnen den fünften Platz.
2014 erreichten die Australierinnen in der Vorrunde der Weltmeisterschaft in Den Haag den zweiten Platz hinter den Niederländerinnen, wobei das direkte Duell mit 0:2 endete. Nach einem Halbfinalsieg im Penaltyschießen gegen die Nationalmannschaft der Vereinigten Staaten trafen die Australierinnen im Finale wieder auf die Niederländerinnen und unterlagen 0:2. Bei den Commonwealth Games in Glasgow gewannen die Australierinnen mit einem Finalsieg über die Engländerinnen. Jodie Kenny war mit zehn Toren, alle aus Strafecken, erfolgreichste Torschützin des Turniers.
2016 nahm Kenny an den Olympischen Spielen in Rio de Janeiro teil, im Viertelfinale unterlagen die Australierinnen den Neuseeländerinnen. 2018 waren die Australierinnen in Gold Coast Gastgeberinnen der Commonwealth Games. Im Finale unterlagen sie den Neuseeländerinnen mit 1:4. Jodie Kenny und die Engländerin Sophie Bray waren mit je fünf Toren die erfolgreichsten Torschützinnen. Drei Monate später fand in London die Weltmeisterschaft 2018 statt. Die Australierinnen gewannen ihre Vorrundengruppe und besiegten im Viertelfinale die argentinische Mannschaft im Shootout. Im Halbfinale unterlagen sie den Niederländerinnen ebenfalls im Shootout. Das Spiel um den dritten Platz verloren die Australierinnen gegen die Spanierinnen mit 1:3.